# You Belong with Me
"You Belong With Me" je pjesma američke country kantautorice Taylor Swift. Objavljena je 21. travnja 2009. godine kao treći singl s njezinog drugog studijskog albuma Fearless u izdanju diskografske kuće Big Machine Records. 

## O pjesmi
Pjesmu "You Belong With Me" napisale su Taylor Swift i Liz Rose, a producenti su Nathan Chapman i Swift. Prvobitno je pjesma objavljena 4. studenog 2008. godine kao promotivni singl preko iTunes Music Storea, no kasnije je objavljena kao treći singl u Americi i drugi međunarodni singl.

## Nagrade i nominacije
Na 52-im Grammy nagradama,"You Belong with Me" je dobila tri nominacije; za pjesmu godine (izgubila je od pjesme "Single Ladies (Put a Ring on It)", od Beyoncé Knowles), za snimku godine (izgubila od Kings of Leon pjesme "Use Somebody",) i za najbolji ženski pop vokal u pjesmi (izgubila od Beyoncine "Halo"). Ipak,te večeri Taylor je osvojila četiri Grammy-ja,uključujući 'album godine'.
"You Belong with Me" je osvojila nagradu za omiljenu pjesmu na Kids Chioce nagradama 2010. i nominirana je za pjesmu godine na 45.-im Nagradama Country muzike.

## Uspjeh pjesme
Nakon što je pjesma objavljena kao promotivni singl, plasirala se na 12. poziciji američke ljestvice singlova, Billboard Hot 100 s prodanih 172.000 primjeraka u prvom tjednu. Nakon službenog objavljivanja pjesma se 16. svibnja 2009. ponovo plasirala unutar američke ljestvice singlova na 87. poziciji. Dana 15. kolovoza 2009. pjesma se pomakla do treće pozicije time postala njena najbolje plasirana pjesma, prešavši pjesmu "Love Story", koja se plasirala u siječnju 2009. godine na četvrtoj poziciji ljestvice Billboard Hot 100.

## Popis pjesama
| Digitalni download 1. "You Belong with Me" – 3:52 CD singl 1 1. "You Belong with Me" – 3:52 2. "Love Story" (stripped) – 3:54 | Promotivni CD singl 1. "You Belong with Me" (Radio Mix) – 3:54 CD singl 2 1. "You Belong with Me" – 3:52 2. "You Belong with Me" (radio mix) – 3:54 |

## Glazbeni video
Spot je premijerno prikazan 2. svibnja 2009. na CMT televiziji. Na MTV Video Awards 2009. video je osvojio nagradu za najbolji ženski video. Dok je Taylor Swift držala govor, Kanye West se popeo na pozornicu, uzeo mikrofon i rekao: "Taylor, sretan sam zbog tebe, i pustit ću te da završiš, ali Beyonce je imala jedan od najboljih spotova ikada!". Kasnije, kada je Beyonce primala nagradu za video godine, ona je zamolila Taylor da se popne na pozornicu kako bi završila svoj govor. Razni kritičari, slavne osobe i fanovi kritizirali su Westa, uključujući američkog predsjednika
Baracka Obamu.

## Ljestvice
| Ljestvice (2008. – 2009.) | Najviša pozicija |
| ------------------------- | ---------------- |
| Australija                | 5                |
| Belgija (Flandrija)       | 61               |
| Belgija (Valonija)        | 63               |
| Danska                    | 32               |
| Europa                    | 14               |
| Irska                     | 12               |
| Japan                     | 14               |
| Kanada                    | 3                |
| Novi Zeland               | 5                |
| SAD (Billboard Hot 100)   | 2                |
| SAD (Hot Country Songs)   | 1                |
| SAD (Pop Songs)           | 2                |
| Švedska                   | 47               |
| Švicarska                 | 58               |
| Ujedinjeno Kraljevstvo    | 30               |

| Država            | Certifikacija | Prodaja   |
| ----------------- | ------------- | --------- |
| Austaralija       | 2x Platinasta | 140.000   |
| Novi Zeland       | Platinata     | 15.000    |
| Sjedinjene Države | 2x Platinasta | 2.000.000 |

## You Belong with Me (Taylor's Version)
11. veljače 2021. godine u emisiji Good Morning America, Swift je izjavila kako će ponovno snimljena verzija pjesme "You Belong with Me", naslovljena "You Belong with Me (Taylor's Version)", biti objavljena 9. travanja 2021. kao  pjesma sa Swiftinog ponovno snimljenog "Fearless" albuma, pod nazivom "Fearless (Taylor's Version)".